# Pistolet à colle chaude
Pour les articles homonymes, voir Pistolet.

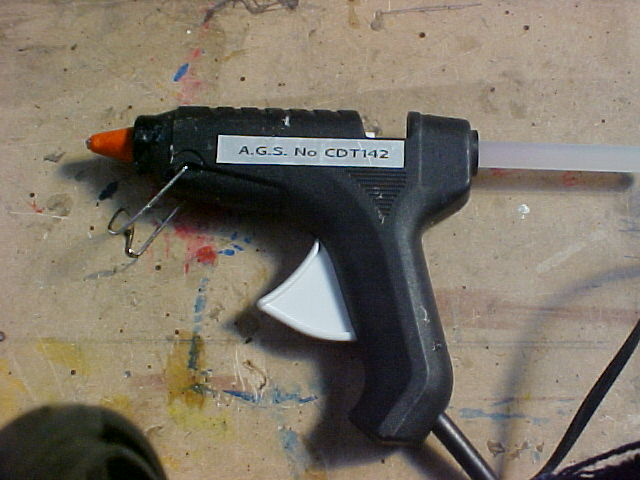
Un pistolet à colle chaude.

Un pistolet à colle chaude, pistolet à colle, pistolet thermocolleur ou pistolet à colle thermofusible est un outil électrique permettant de faire fondre et d'appliquer de la colle thermofusible en bâtonnets. Le nom provient de la similitude de forme avec l’arme, une gâchette servant à faire avancer le bâtonnet de colle au fur et à mesure de sa fusion.
Il permet de coller les bois et ses dérivés, les cartons et papiers, les cuirs et les textiles, les métaux, les matières plastiques et le verre selon le type de colle utilisé. Les diamètres des bâtons de colle peuvent varier de 6,3 mm à 44 mm, les plus répandus sont 7 ou 12 mm.
Il utilise principalement deux températures : une dite « haute » (165 °C ou 195 °C) et l'autre dite « basse » (105 °C). Certains pistolets peuvent utiliser ces deux températures au moyen d'un système de sélection.